# Belmont, Kalifornien
Belmont är en stad (city) i San Mateo County, i delstaten Kalifornien, USA. Enligt United States Census Bureau har staden en folkmängd på 26 147 invånare (2011) och en landarea på 12 km².